# San Bartolomeo all'Isola
La basílica de San Bartolomeo all'Isola es una basílica a las orillas del Tíber, a la cual se le concede el título de basílica menor. Fue fundada por Otón III, emperador del Sacro Imperio Romano Germánico. El monasterio es un importante lugar de encuentro, esto se debe a que se localiza en la Isla Tiberina, en pleno barrio judío.

## Historia

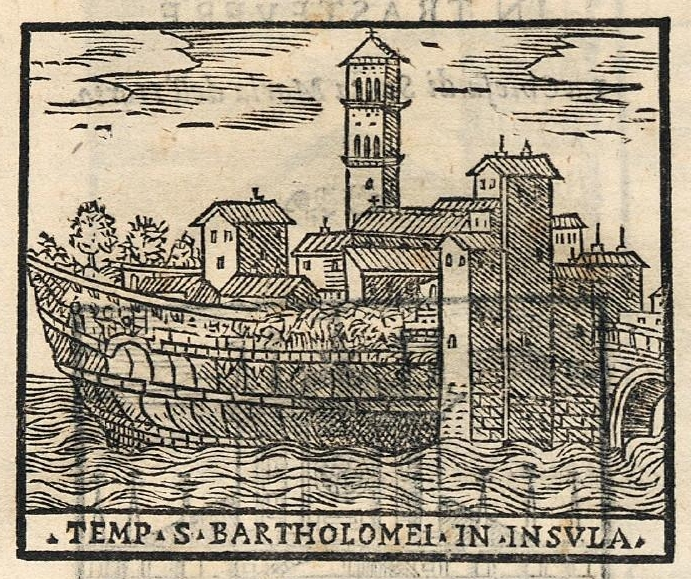
Litografía de la antigua basílica por Girolamo Francini.

Esta basílica fue construida por el emperador Otón III en el año 998, esto se debe a la necesidad de almacenar los cuerpos de dos mártires: San Bartolomé Apóstol y San Adalberto, obispo de Praga que fue asesinado en el año 997 por la intención de evangelizar a las poblaciones paganas de Europa Central. La disposición de los cuerpos fue un tema tratado por el papa Pascual II en el año 1113 y nuevamente en 1180, finalmente, el cuerpo de San Bartolomé fue depositado en una antigua bañera romana de pórfido con cabezas de leones, bajo el altar mayor.
La  basílica sufrió una inundación, por lo que fue reconstruida en el año 1557 con su actual fachada barroca, de hecho, se pueden apreciar algunos planos de Orazio Torriani. En 1760 la iglesia se convirtió en la sede de la “Venerable Hermandad de los devotos de Jesucristo en el Calvario y María Santísima de los Dolores”, esta cofradía consiguió los permisos del papa Pío VI para hacer un cementerio en honor a los mártires de la basílica, al final, consiguieron los restos de los profetas y los enterraron de forma honorable en al cripta de la iglesia.
En 1869 se erigió una estructura piramidal con las estatuas de cuatro santos, la obra es del escultor Ignazio Jacometti. La torre del siglo XII cerca de la iglesia, la Torre dei Caetani, es todo lo que queda del castillo medieval erigido en la isla por los Pierleoni.
En el año 2000, el papa Juan Pablo II hizo honor a los mártires de los siglos XX y XXI.

## Interior

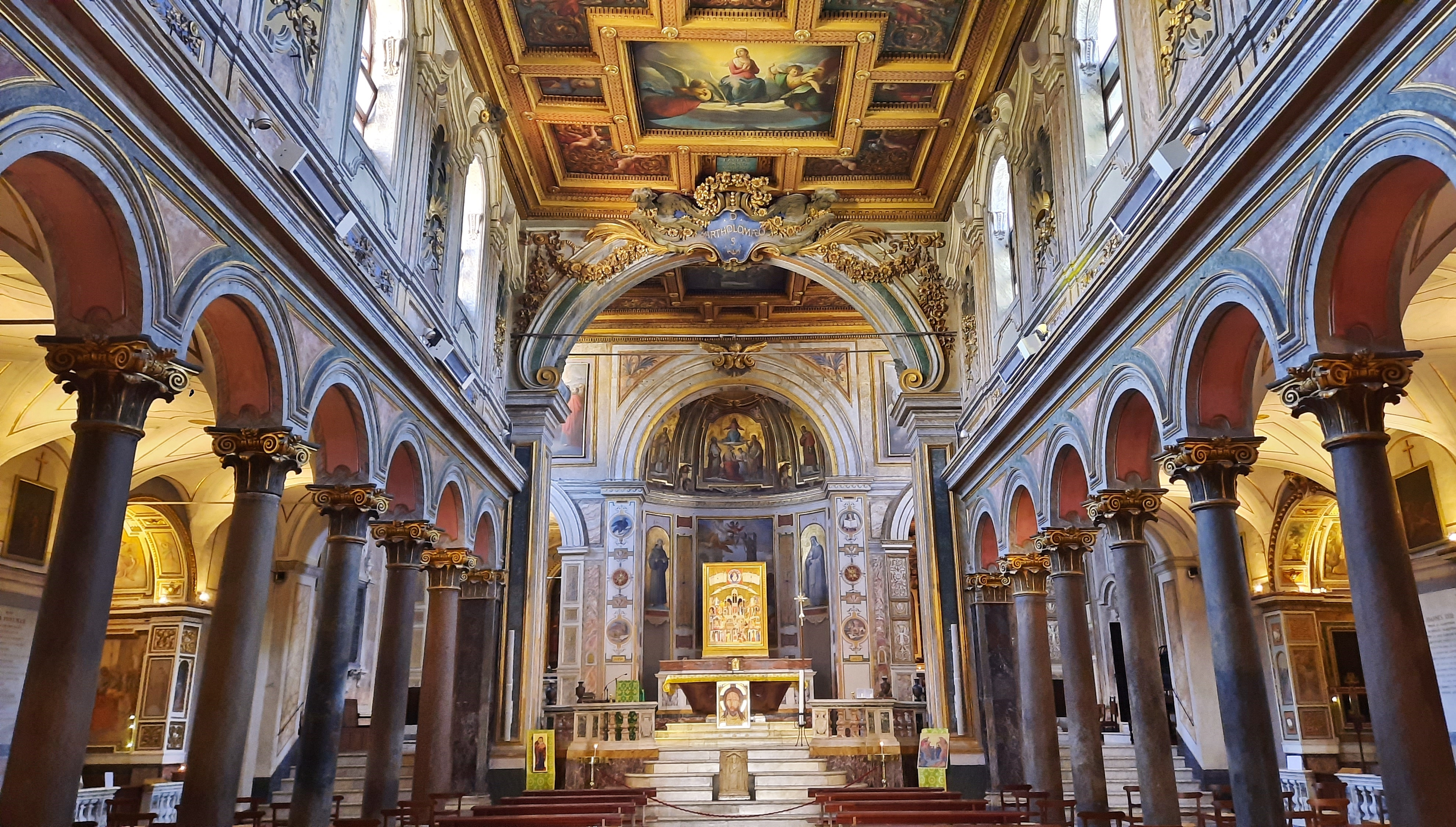
Interior de la basílica.

En su interior, la basílica alberga la memoria y las reliquias de numerosos testigos de nuestro tiempo, desde el obispo mártir Óscar Arnulfo Romero hasta el cardenal Juan Jesús Posadas Ocampo, asesinado por narcotraficantes en el aeropuerto de Guadalajara, desde el pastor evangélico Paul Schneider hasta el granjero Franz Jägerstätter, uno de los objetores de conciencia más representativos de la época.